# Scalopolacerta
Scalopolacerta es un género extinto de sinápsidos no-mamíferos.